# آژ بوگد
آژ بوگد (به لاتین: Aj Bogd) یک کوه در مغولستان است که در مغولستان واقع شده‌است. آژ بوگد ۳٬۸۰۲ متر بالاتر از سطح دریا واقع شده‌است.